# Aeroportul Aba Tenna Dejazmach Yilma
Aeroportul Aba Tenna Dejazmach Yilma (IATA: DIR, ICAO: HADR) este un aeroport din Etiopia ce deservește zona Dire Dawa.
Situat la o altitudine de 1.159 m, aeroportul dispune de o singură pistă.